# 知らない同志
『知らない同志』（しらないどうし）は、TBS系列で1972年2月24日 - 6月29日に放送された連続テレビドラマ。
放送枠は木曜21時台（21:00 - 21:56）で、全19回。

## 概要
田宮二郎のテレビドラマ初主演作品。東京にあるという設定の架空のスーパーマーケット「プラネット」が舞台。

## 配役
- 三友竜一：田宮二郎

プラネットの新店長。
- 今西節子：栗原小巻

健太郎の妻。姑のユキと2人で暮らす日々。
- 今西健太郎：杉浦直樹

プラネットの前店長。大阪に単身赴任。
- 郁子：山本陽子

三友の妻で大阪のホステス。
- 今西ユキ：賀原夏子

健太郎の母。
「プラネット」の主要店員
- 綾倉公平： 石立鉄男

フロア・マネージャー。
- 大隈貢： 前田吟
- 滝口律子：鳥居恵子
- 田村吾郎：高松しげお
- 畑山トシ子： いまむらいづみ
- 高山貞子：大山のぶ代
- 町田トク子：林マキ
- 加藤修：岡本富士太
- 吉村：常田富士男
- 野崎：浜田寅彦

その他
- 吉野：梅津栄

私立探偵。
- 竹之内：吉原正彦

肉の仲買人。
- 太田：北川年男

野崎店員の義兄。
- 衣笠：神田隆
- 小松原：長谷川哲夫
- 姫ゆり子
- 三島雅夫
- 相沢広志：鹿野浩四郎
- 山本ジュン子：前沢保美
- 滝奈保栄
- 榎本みつえ
- 佐々木百合枝：麻乃茉莉子
- 佐藤マチ子：中川三穂子
- 長田ユカリ：山本梢
- 児島江梨子：来路史圃
- 追川新作：信欽三
- 近江俊輔
- せんだみつお
- 桜井センリ
- 高田：小松政夫

## スタッフ
- 脚本
  - 山田太一（第1話～第5話、第15話、第19話）
  - ジェームス三木（第6話～第13話、第19話）
  - 寺内小春（第14話、第16話、第18話）
  - 岡本克己（第17話）
- プロデューサー： 大山勝美
- 演出
  - 大山勝美（第1、3、5、9、10、15、17、18、19各話）
  - 高橋一郎（第2、4、6、8、11、14各話）
  - 鈴木淳生（第12話）
  - 福田新一（第7、13、16各話）
- 音楽： 渡辺貞夫